# Zeltdach

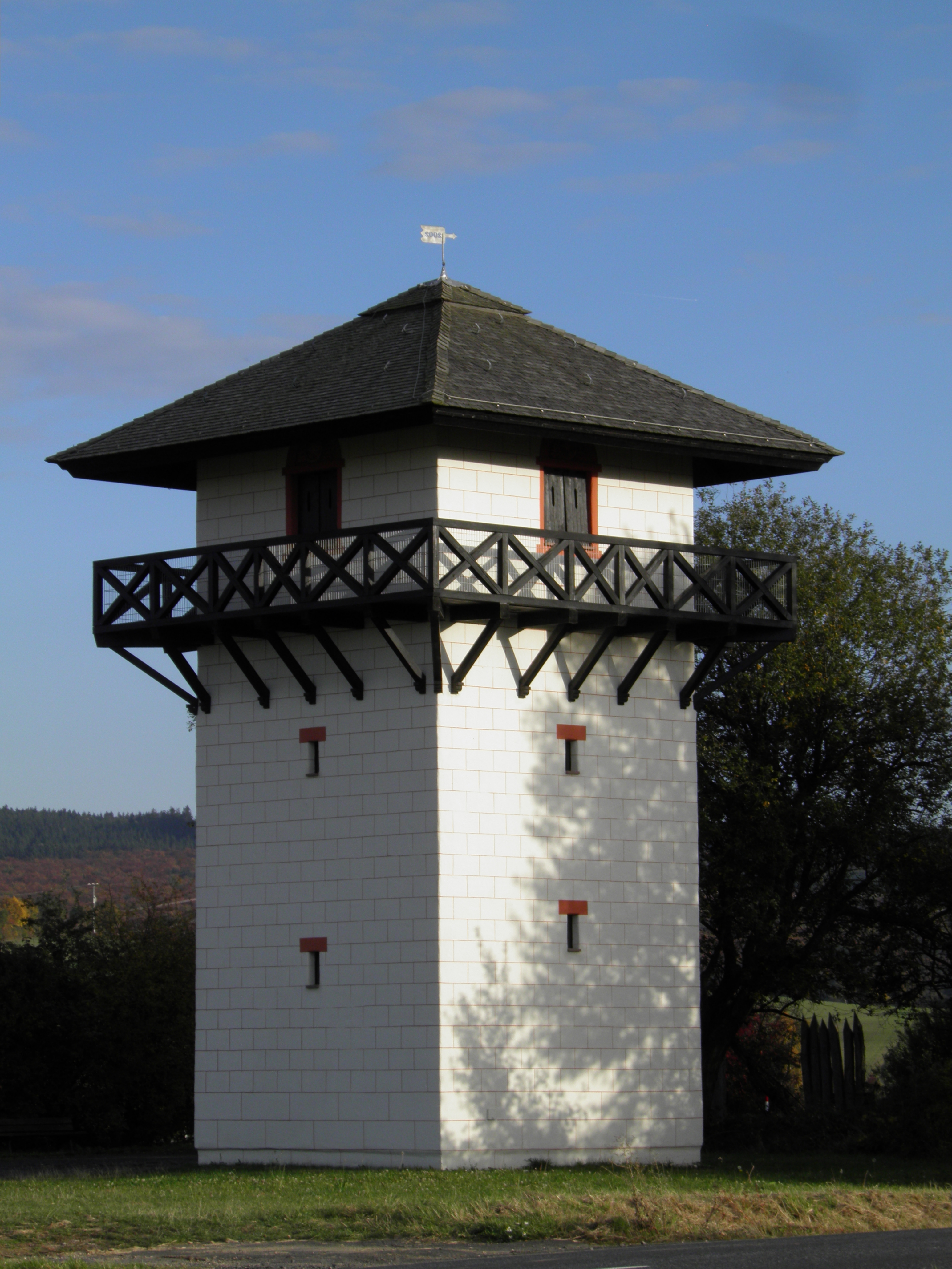
Historisches Zeltdach eines Wachturmes am Limes

Das Wort Zeltdach bezeichnet zum einen eine Dachform, die sich durch mehrere (mindestens drei) gegeneinander geneigte Dachflächen auszeichnet, die in einer Spitze (dem Firstpunkt) zusammenlaufen. Ein Zeltdach ist damit eine Sonderform des Walmdachs, dessen Firstlänge Null ist. Dächer auf Türmen mit quadratischem Grundriss sind häufig Zeltdächer. Zeltdächer mit der Grundfläche eines regelmäßigen Polygons werden auch als Pyramidendach bezeichnet.
Zum anderen werden damit auch gespannte Dachkonstruktionen bezeichnet, also Membrandächer sowie Konstruktionen auf der Grundlage von Seilnetzen. Zeltdächer in diesem Sinne sind das Resultat einer Bauweise, die Dachflächen überspannt, und nicht mit im Wesentlichen druckbelasteten Baugliedern überbrückt. Lasten werden über Druckglieder, wie z. B. Pylone oder, etwa beim Sony-Center, Druckringe abgeleitet. Diese werden dabei randnah oder am Rand, z. B. beim „Olympiadach“ in München, aber auch in der Mitte eingesetzt. Die Dachflächen sind dabei aus Stabilitätsgründen, wie bei Zelten, aber noch deutlicher, doppelt gekrümmt. Gespannte Zeltdächer können auch wie Regenschirme wandelbar sein.

Zeltdächer, ausgeführt als gespannte Dachkonstruktionen
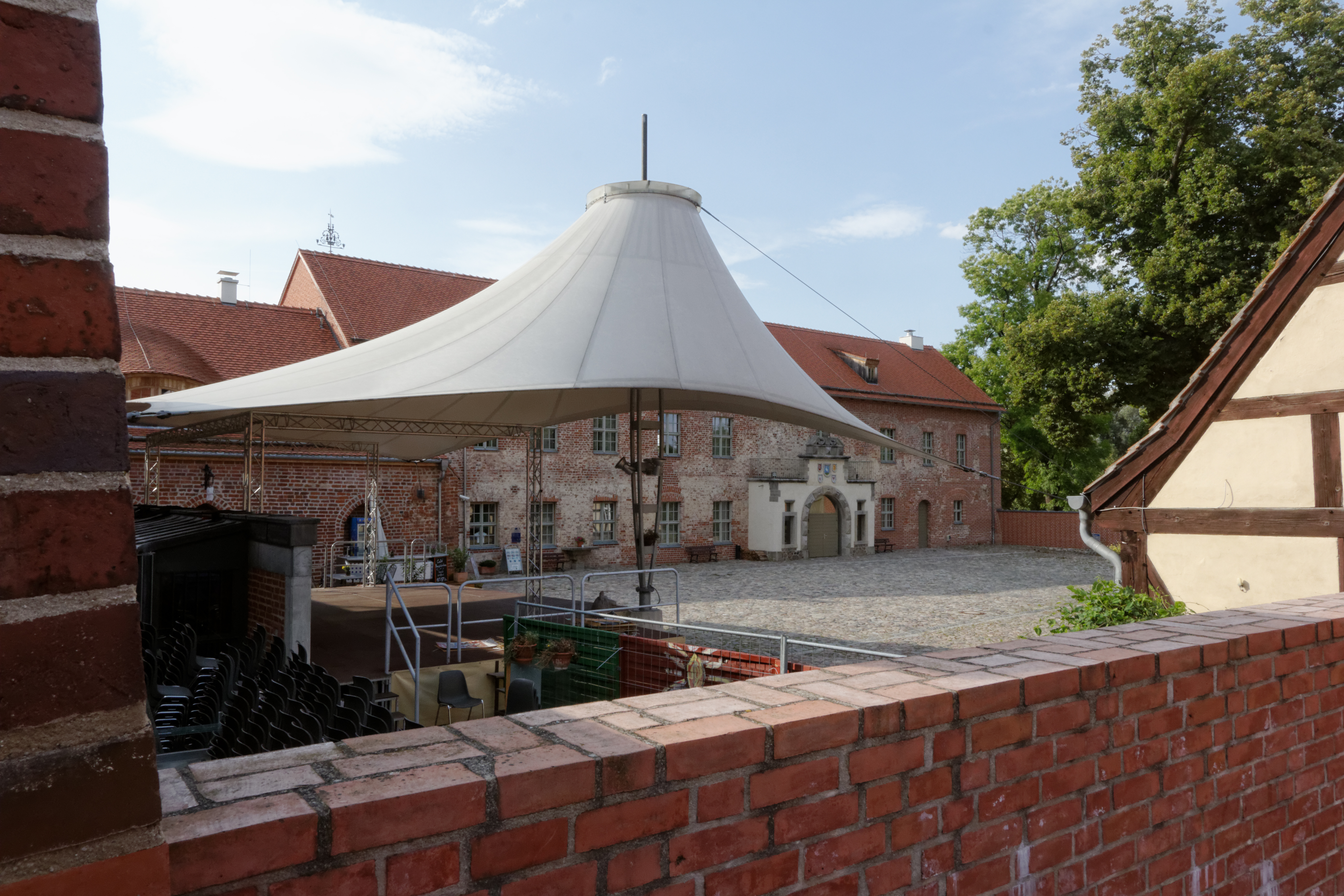
Membrandach, Burg Storkow
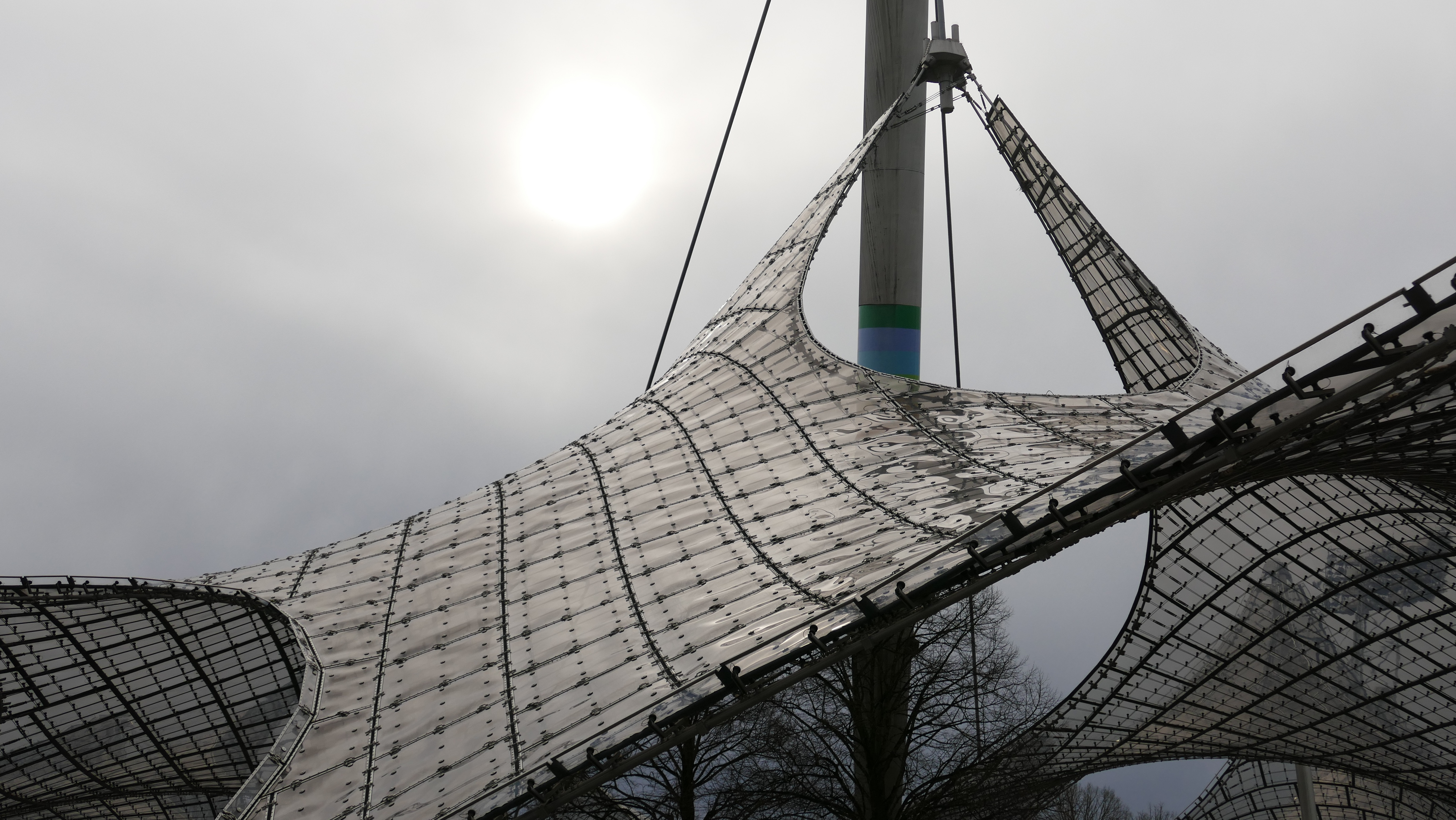
Olympiadach München auf Grundlage eines Seilnetzes